# Left 4 Dead: Survivors
Left 4 Dead: Survivors — відеогра жанру виживання, третя за ліком у франшизі «Left 4 Dead», створена 2014 року корпорацією Valve.